# Мескалеро
Мескалеро (на английски: Mescalero) е апаческо племе от Югозапада на Северна Америка, южните Големи равнини и Северно Мексико, сред 6-те основни клона на апачите.
Селата им са концентрирани главно между Рио Гранде и Пекос в Ню Мексико. Територията им се разширява на запад до Рио Гранде и на изток далеч в равнините. На север достигат почти до 34 паралел, а на юг до Болсон де Мапими в Чиуауа и Коауила в Мексико.

## Наименование
Името мескалеро е испанският превод на „надахенде“, както ги наричат останалите апачи. Самите те се наричат шис индее (истински хора) или само индее (хора). Името си дължат на мескала, който е основна храна.

## Култура
Културата им е смесица между културите на пуеблосите, апачите и равнините. Водят номадски начин на живот като зависят от лова на бизони и събирането и съхранението на мескала. Традиционните им жилища са характерните за апачите куполообразни колиби изплетени от вейки и тръстика. Когато са в равнините използват типита. Дрехите си изработват от бизонски кожи. Мъжете носят косата си дълга, а всички войни носели кожена шапка без дъно известна в английския като тюрбан. Мескалеросите са първите индианци след пуеблосите, които се сдобиват с коне. От пуеблосите заимстват и земеделските практики.
Наследствеността се предава по майчина линия. Обществото им е матрилокално. При брак мъжът се мести при семейството на жената.

## Подразделения
Не съществува обединение като племе, а има добре дефинирани групи и общности. Липсва и каквато и да е централна власт. Племенната идентичност се основава на езика, начина на живот и културните практики. Субплеменните групи са ясно разграничени. Съществуват две основни дивизии – Тези, които живеят източно от планините, „Хората на прерията – Гулгахенде“ и тези, които живеят в планините -- Нит’ахенде. Между двете дивизии няма строго определени граници и често хората се смесват. С навлизането на лова на бизони в икономиката им се формират няколко групи или общности, всяка със строго определена територия и собствен вожд. Всяка от тези групи включва не повече от 30 семейства. Има и по-малки групички, които живеят отделно, но в пределите на територията на по-голямата местна група. Понякога местната група е идентифицирана по името на своя вожд, но по-често тя носи името на специфична територия, която обитава. Вождовете винаги са мъже избирани заради личните им качества. Вождът (нанта) не наследява поста си, но понякога той е предаван от баща на син.
- Натахенде (Надахенде) – Хората на мескала. Испанците ги нарекли Натахес. В централно Ню Мексико, с малки групи скитащи в южната и западна част на Ляно Естакадо.
- Гулкахенде (Гулгахенде) – хора от равнините. Испанците ги нарекли Кулкахене. На изток от планините и Пекос, между днешните Амарило, Тукумкари, Лъбок и Ляно Естакадо. Граници на територията им са планините Сандия и Тихерас, западно от Санта Фе, от каньона Ногал на север до Лас Вегас и от Орган Маунтънс на изток до Ел Пасо.
- Дзитинахенде (Тсилнихенде) – хората от планинския хребет. Испанците ги нарекли Чилпанес. В планините на запад и на юг от Пекос, и в северните части на Чиуауа и Коауила.
- Ч’лаанде (Тслахахенде) – хората антилопи. В планините на централно и южно Ню Мексико и в басейна Тулароса.
- Нит’ахенде – хората живеещи срещу планината. В планините Сакраменто и Гуаделупе.
- Тсехитсиенде – хората с носове куки. Няколко техни отряда кръстосват планините Гуаделупе в Тексас и в Северна Коауила и Чиуауа.
- Тсебекиненде – хората от скалните къщи. Често са наричани от испанците и американците Агуас Нуевас или Нортеньос. Центрирани около Нуевас Касас Гранде в Чиуауа, мигриращи на север към планините Сакраменто, а на юг до Агуа Нуева, както и от двете страни на Рио Гранде в района на Ел Пасо. Някои техни отряди са живели в планините Гуаделупе и Лимпия.
- Тахуунде (Та’хуу’нде) – от двете страни на Пекос в южно Ню Мексико и югозападен Тексас.
- Туитсунде – хората от голямата вода. По-рано групата на липан – Ту сис нде, които се сливат с мескалеросите и образуват групата Туитсунде.
- Туетинини – хората без вода. По-рано групата на липан Ту е дине нде, която се слива с мескалеросите и образуват групата Туетинини.

## История
Племето пристига в Ню Мексико в началото на 16 век. По същото време се сдобиват и с коне. Мескалеро стават добре известни на първите испански изследователи, които преминават през земите им. Първоначално испанското внимание е насочено на запад от Рио Гранде, където постепенно възникват първите селища като Албъкърки, Санта Фе и Ел Пасо. Още от самото начало отношенията между испанците и мескалеросите са враждебни. Опитите на испанските власти да сключат мир с тях остават безплодни. Мескалеросите постоянно атакуват селищата и фермите, за да се снабдяват с коне. Испанците отвръщат с брутално насилие и убийства. След 1750 г., мигриращите на юг команчи принуждават повечето мескалероси да се изместят на запад. Въпреки това те не изоставят лова на бизони и периодично продължават да навлизат в равнините да ловуват. С идването на мексиканците след 1821 г. почти нищо не се променя. След Мексиканско-американска война от 1846 г. постепенно бялото население в територията им започва да се увеличава. Преди това почти няма заселници между Рио Гранде и Пекос. Присъединяването на Тексас към Щатите през 1845 г. има голям ефект върху индианците, включително и върху мескалеросите. Постепенно фортовете и заселниците в Тексас изтласкват индианското население на север и на запад. Отварянето за заселване на придобитите земи от Мексико привличат хиляди златотърсачи и заселници, търсещи нов живот на запад. За да защитава тези авантюристи, правителството изгражда серия от военни постове като Форт Конрад, Форт Крейг, Форт Филмор, Форт Макрий, Форт Стантън и Форт Торн в центъра на земите на племето. През 1862 г. всички мескалроси са събрани и затворени в резервата Боске Редондо – един за нищо негоден резерват на Пекос. Глада и болестите принуждават все повече мескалероси да бягат от резервата. Бегълците се присъединяват към роднините си чирикауа във войната им срещу американците. На 27 май 1873 г. е създаден нов резерват за племето близо до Форт Стантън. Сегашният им резерват (1862,5 кв. км) е създаден през 1883 г.